# Agostino Cacciavillan
Agostino Cacciavillan (Novale di Valdagno, 14 augustus 1926 – Vaticaanstad, 5 maart 2022) was een Italiaans geestelijke en een kardinaal van de Rooms-Katholieke Kerk, in dienst van de Romeinse Curie.
Cacciavillan bezocht het bisschoppelijk seminarie in Vicenza. Hij werd op 26 juni 1949 priester gewijd. Hij studeerde vervolgens sociale wetenschappen aan de Pauselijke Gregoriaanse Universiteit, rechten aan de Universiteit van Rome en canoniek recht aan de Pauselijke Lateraanse Universiteit. Hij werkte vervolgens enige tijd op het staatssecretariaat van de Heilige Stoel alvorens als secretaris te worden toegevoegd aan de nuntiatuur in de Filipijnen.
Op 17 januari 1976 werd Cacciavillan benoemd tot pro-nuntius voor Kenia en tot titulair aartsbisschop van Amiternum; zijn bisschopswijding vond plaats op 28 januari 1976. Vervolgens was hij pro-nuntius voor India (1981-1990), Nepal (1985-1990) en de Verenigde Staten (1990-1998). Op 5 november 1998 werd hij benoemd tot president van de Administratie van het Patrimonium van de Heilige Stoel.
Cacciavillan werd tijdens het consistorie van 21 februari 2001 kardinaal gecreëerd. Hij kreeg de rang van kardinaal-diaken. Zijn titeldiakonie werd de Santi Angeli Custodi a Città Giardino. Hij nam deel aan het conclaaf van 2005.
Cacciavillan ging op 1 oktober 2002 met emeritaat.
Van 2008 tot 2011 was Cacciavillan kardinaal-protodiaken. Op 22 februari 2011 kreeg hij de rang van kardinaal-priester. Zijn titeldiakonie werd pro hac vice zijn titelkerk.
Cacciavillan overleed in maart 2022 op 95-jarige leeftijd.
- Gemeinsame Normdatei: 1252981198
- International Standard Name Identifier: 0000 0000 6232 0027
- Nationale Bibliotheek van Polen: a0000002752714
- Istituto Centrale per il Catalogo Unico: VIAV104670
- Virtual International Authority File: 88600733